# 朱希召 (萬曆舉人)
朱希召（16世紀—17世紀），字世卿、又字鳳游，江西九江府湖口縣人，明朝政治人物。

## 生平
朱希召是萬曆二十二年（1594年）甲午科江西鄉試舉人，三十八年（1610年）授瑞金教諭，擅於造士，得上級推薦，四十七年（1619年）陞平和知縣，詢問民間疾苦，不作嚴刑、不煩催稅，不久辭官回鄉。他的草書聞名海內，七十歲才去世，門生私諡和貞先生，葬於德化縣仁貴鄉株嶺山之南，入祀鄉賢祠。

## 引用
1. 1 2  同治《湖口縣志·卷八·人物志》：朱希召，字世卿，別字鳳游，萬厯甲午舉人，性孝友，母患痿，籲天願以身代，與兄每飯必偕，救族難、周鄰急、化橫逆，矢不一字公門，初任廣文善作人，兩臺交薦之，出宰閩平和，詢民疾苦，蒲鞭不事、催科不煩，革吏胥賣票，洗大辟覆益，再歲謝歸。希召琴名海內草書行世，年七十卒於家，門人私諡和貞先生，墓在德化仁貴鄉株嶺山之陽。 鄉賢崇祀
2. ↑  光緒《瑞金縣志·卷五·秩官志》：教諭……明……朱希召 九江湖口舉人，萬厯三十八年任